# Langue des signes suédoise
La langue des signes suédoise, (Svenskt teckenspråk, STS) est une langue des signes utilisée par les sourds et leurs proches en Suède. Elle est reconnue par la loi en 1981[réf. nécessaire] et ensuite elle est protégée depuis le 1er juillet 2009.

## Histoire

### Reconnaissance légale
La langue des signes suédoise est reconnue le 14 mai 1981 ensuite elle est protégée depuis le 1er juillet 2009,: 
 Article 1: « Cette loi contient des dispositions sur la langue suédoise, les langues des minorités nationales et langue des signes suédoise. La loi contient également des dispositions sur la responsabilité publique pour l'individu est donné accès à la langue et de l'utilisation des langues dans les affaires publiques et dans le contexte international. » 
 Article 2: « L'objectif de la Loi est d'entrer dans la langue suédoise et d'autres le statut de langue et utiliser dans la société suédoise. La loi vise également à protéger le suédois et de la diversité linguistique en Suède et l'accès de l'individu à la langue. »